# Székelykocsárdi református templom
Székelykocsárdon a református templom (románul: Biserica Reformată Lunca Mureșului) a falu központjában található. A székelykocsárdi református gyülekezet harmadik temploma. Egyhajós templom, falazata terméskő és tégla, vegyesen rakva. Északi irányban található a későbbiekben hozzáépített tornya. A bejárat hosszabbításában kapott helyet a portikusz, amit ma, a temetési szertartások alatt, arra használnak, hogy oda helyezzék a koporsót.

## Története

### Első templom

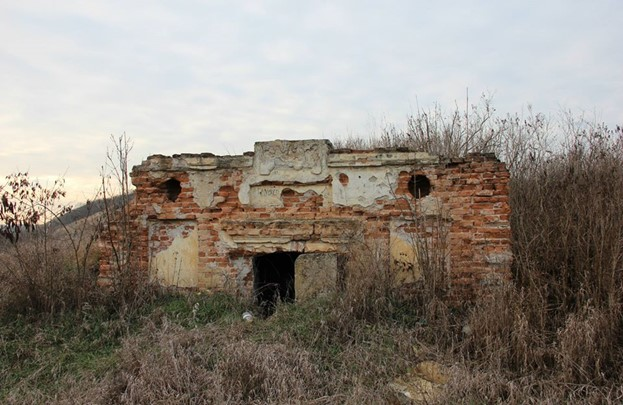
A székelykocsárdi templom kriptája

A középkorban a magyarok lakta falu római katolikus vallású volt, de a reformációval a lakosság református hitre váltott, a templom is református lett. A XIV. századi dokumentumok szerint a falu egy másik területen helyezkedett el, a Rosszpatak völgyében, ahol a templom is volt, de a folyó többszöri áradása és a terület árvize miatt a helyiek úgy döntöttek, hogy áthelyezik a falut a mai helyére. Orbán Balázs "A Székelyföld leirása" című munkájában pontosan leírja a falu területét, említve a templom romjait és körülötte a temetőt, amelyet Ó-temetőnek neveztek. Ma már csak a romok láthatók.
Orbán Balázs arról beszél, hogy 1549-ben Székelykocsárdon már létezett református gyülekezet, de a templomi anyakönyvekben csak 1676-tól találunk feljegyzéseket.

### Harmadik templom
A jelenlegi székelykocsárdi templom, a kocsárdi református közösség, immár harmadik temploma, amit közadakozásból építettek, anyaga terméskő és tégla vegyesen rakva. 1676-ban fejezték be a templom építését, természetesen más volt akkor, mint amit napjainkban láthatunk. Az építkezés befejezéséről tanuskodik a nyomott körívvel zárodó kapozat, amelynek szemfödére a következő feliratot vésték: "1676 Janua Dei" – Isten kapuja.
A templom az idők során többször átalakult, hiszen a háborúk, forradalmak itt is letették a kézjegyüket, különösen a kuruc-labanc háborúk, az 1848-49-es forradalom és szabadságharc, valamint a két világháború is.

### Harangok

#### Nagyharang

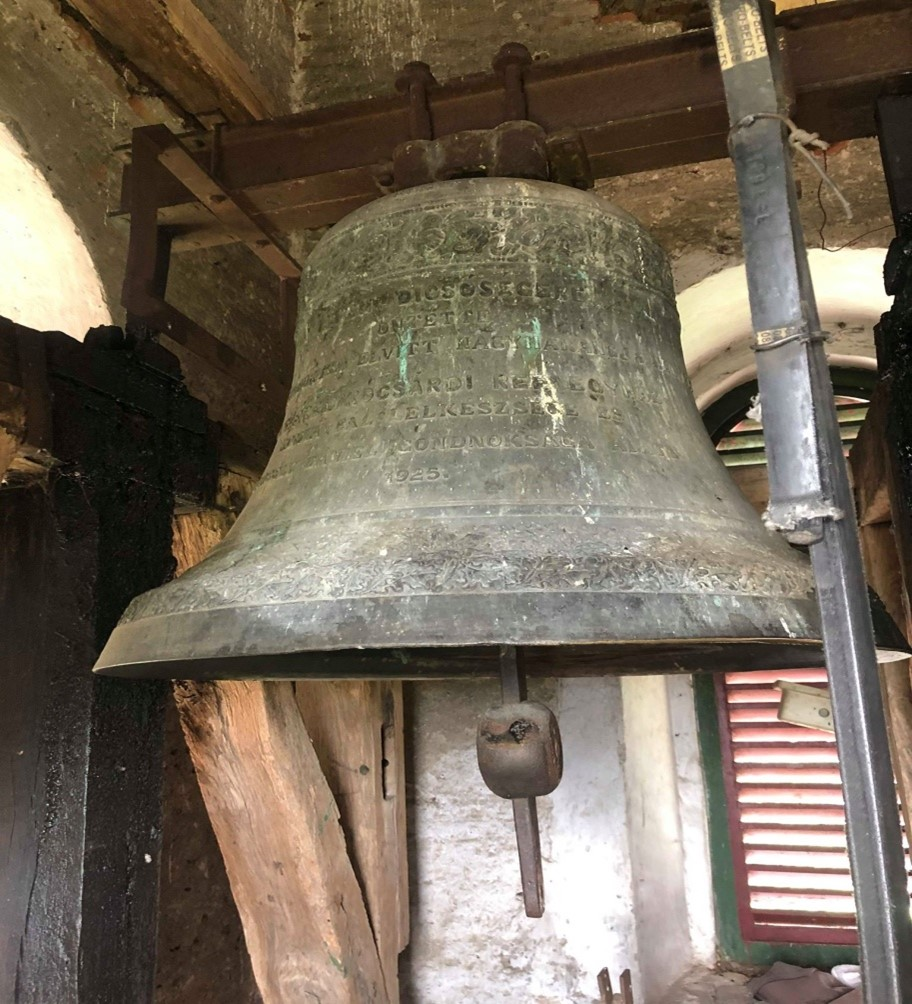
A székelykocsárdi nagyharang

A nagyharang Gálfi János nevéhez fűződik. A következő felirat állt rajta: "Christus venit, Christus vincit, Christus imperat, Christus ab omni malo nos defundat. Meus Deus Johannes Galfi de Kotsard A.D.M.L XXXVI." 1791-ben, Tetsi Mózes papsága alatt újraöntötték. A második világháború áldozata lett Gálfi János adománya. 1925-ben Hönig Frigyes harangöntőt kért fel egy négy mázsás harang elkészítésére. A koronával ellátott harang ára 95000 lej, ennek az összegnek a fele az egyház pénztárából, a másik pedig az áldozatkész hívek önkéntes adományából lett kifizetve. A mai nagyharang felirata a következő: "Isten dicsőségére öntötte a világháborúba elvitt nagyharang helyett a székelykocsárdi ref. egyház Kónya Pál lelkészsége és Borbély Dániel gondnoksága alatt. 1925."

#### Kisharang

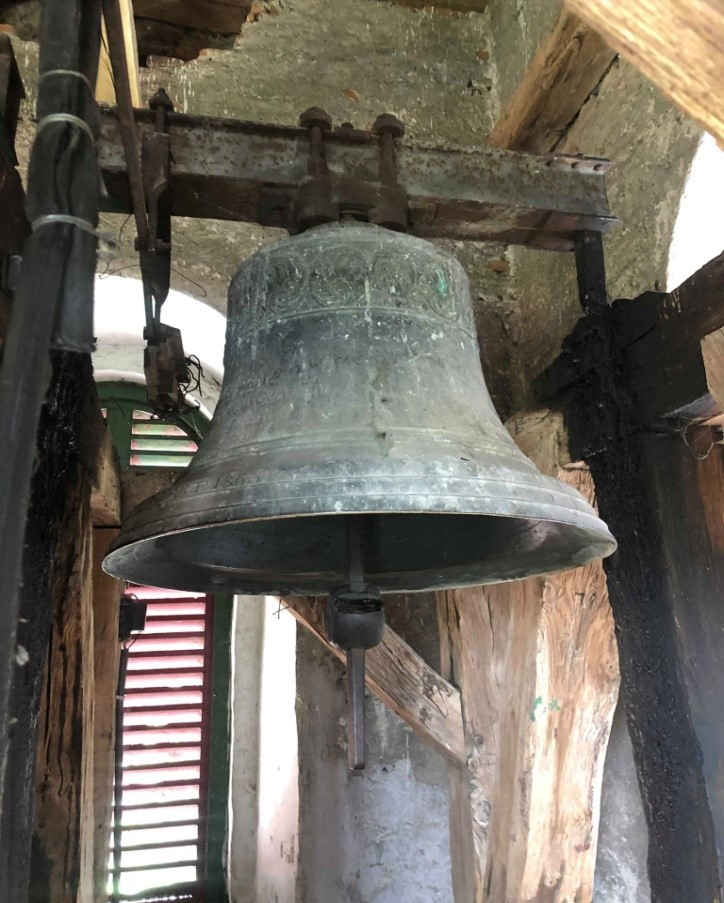
A székelykocsárdi kisharang

A mai kisharangot az 1849-es évben öntötték az elvitt kissebbik harang helyébe. A harang a következő feliratot örzi: "A forradalom 1849-ik évében elvitt kissebbik harangja helyébe öntette a székelykocsárdi ev. Reformált ms. sz. egyház Sükösd Ferenc papsága és Musnai Tamás gondnoksága alatt. Öntött Andrásovszky Dániel Kolozsvárt 1863."
AZ 1985-86 közötti periódusban próbálkozások történtek a harangok villanyárammal való működtetésére nézve. A munkálatokat id. Kászoni Jenő kántor és fia díjmentesen végezték. A próba után megállapították, hogy nem cseng annyira az érc, mint kézi haranghúzás esetén, ezért a gyülekezet úgy döntött, hogy továbbra is kézzel harangoztat.
2022-ben újra gépesítették a haranghúzást.

## Leírása
A ma látható templom 23 méter hosszú, 7 m széles, 5,50 m magas, a torony magassága szintén 23 méter. Falai kívül és belül is egyaránt fehérek, mennyezete sima (nem kazettás).

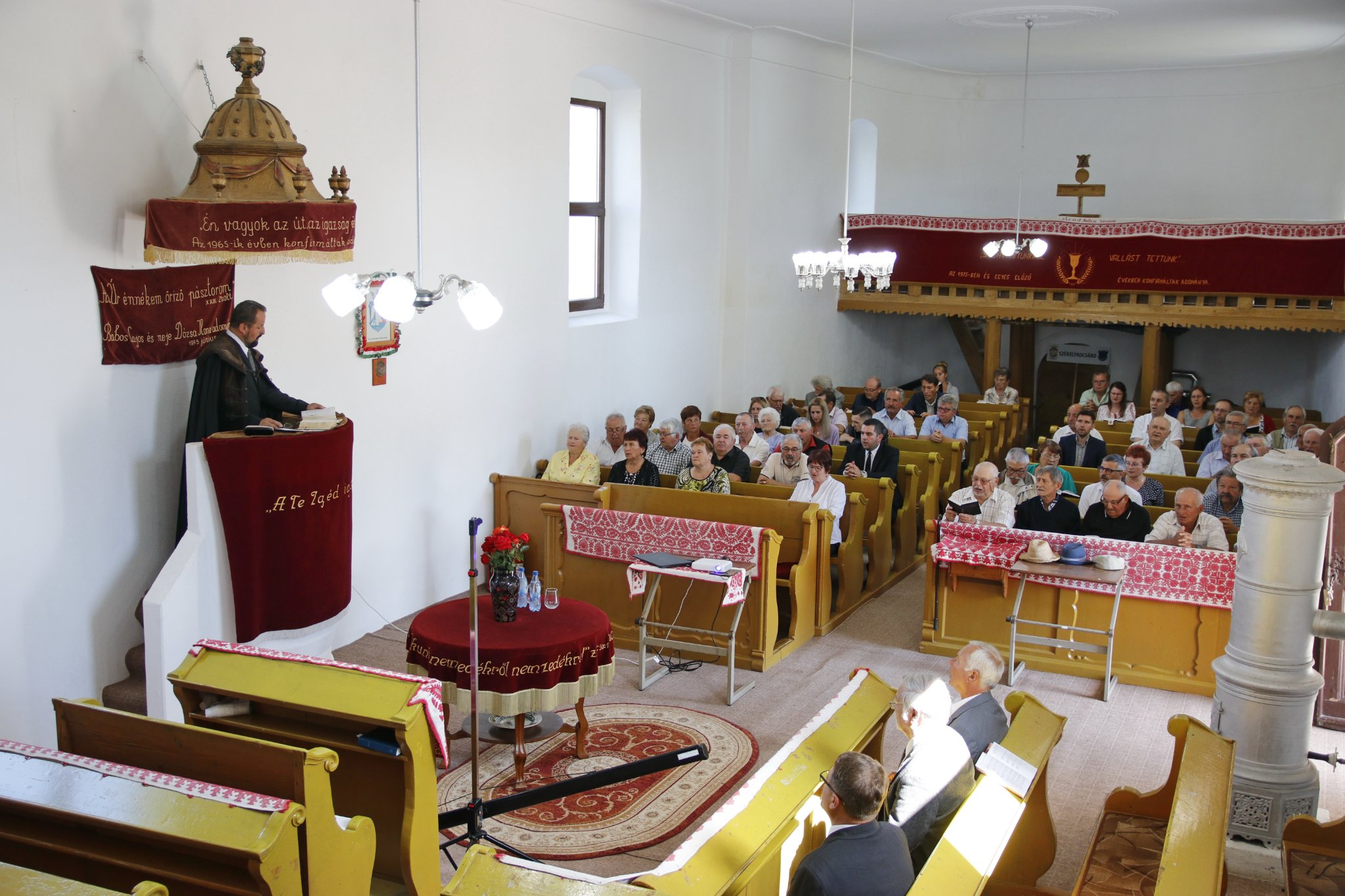
A székelykocsárdi templom belseje, istentisztelet közben.

1730-ban építették a tornyot, amely abban az időben különállt a templomhajótól, 1823-ban ez a torony felújításra került. Jelenlegi formáját 1855-ben kapta, amikor a templomhajót északi irányba bővítették. Ekkor építették össze a templomtoronnyal is. Szintén 1855-ben épült a portikus is és a templom megkapta a ma is látható eternitfedelet is.
A templomi bútorzat, azaz a padok fából készültek, Sükösd Ferenc lelkész idejében, aki 1858-1887 között szolgált ebben a gyülekezetben. 1860-70 között készült el a templom két oldalsó karzata és a szószékkorona. Az orgonát 1902-ben Csintalan Gyula kolozsvári orgonaépítő mester készítette.
1885-86-ban a templom kívül, belül megújult. Az eredmény, Lengyel Lajos és Balázs Ferenc, marosvásárhelyi mesteremberek keze munkáját dícsérte.
1895-ben újabb felújítás következett, ezúttal a marosújvári Udvari Mihály vezette a munkálatokat.
1902-ben Keresztesi Sándor restaurálta a templom belsejét, a karzatokat, galériákat és a padokat.
1940-ben Cseh Andor öntöttvas kályhát készíttetett a templomnak.
1967-ben újra javításokat eszközöltek a templomon, majd ezt követően 1991-ig még öt felújításra került sor.

## Képek

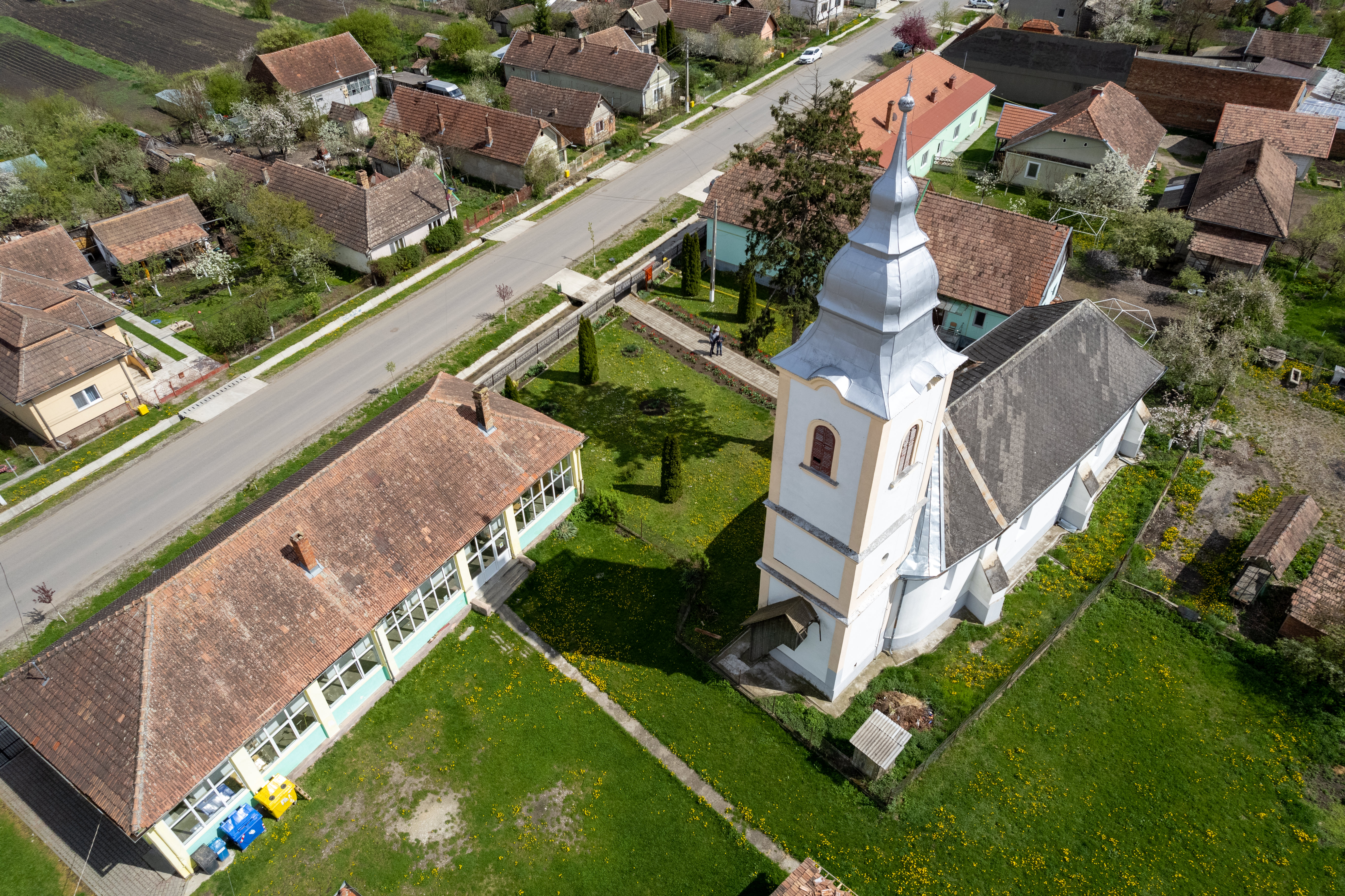
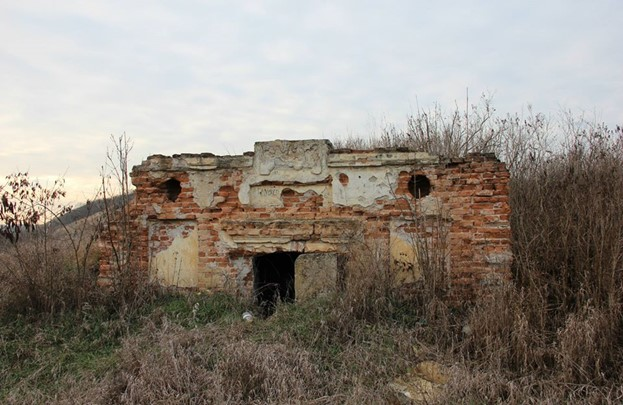
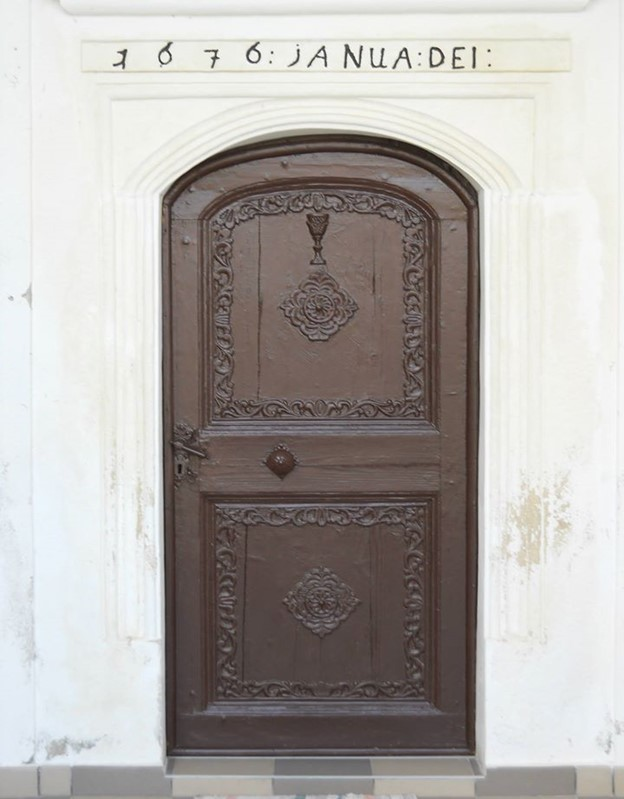
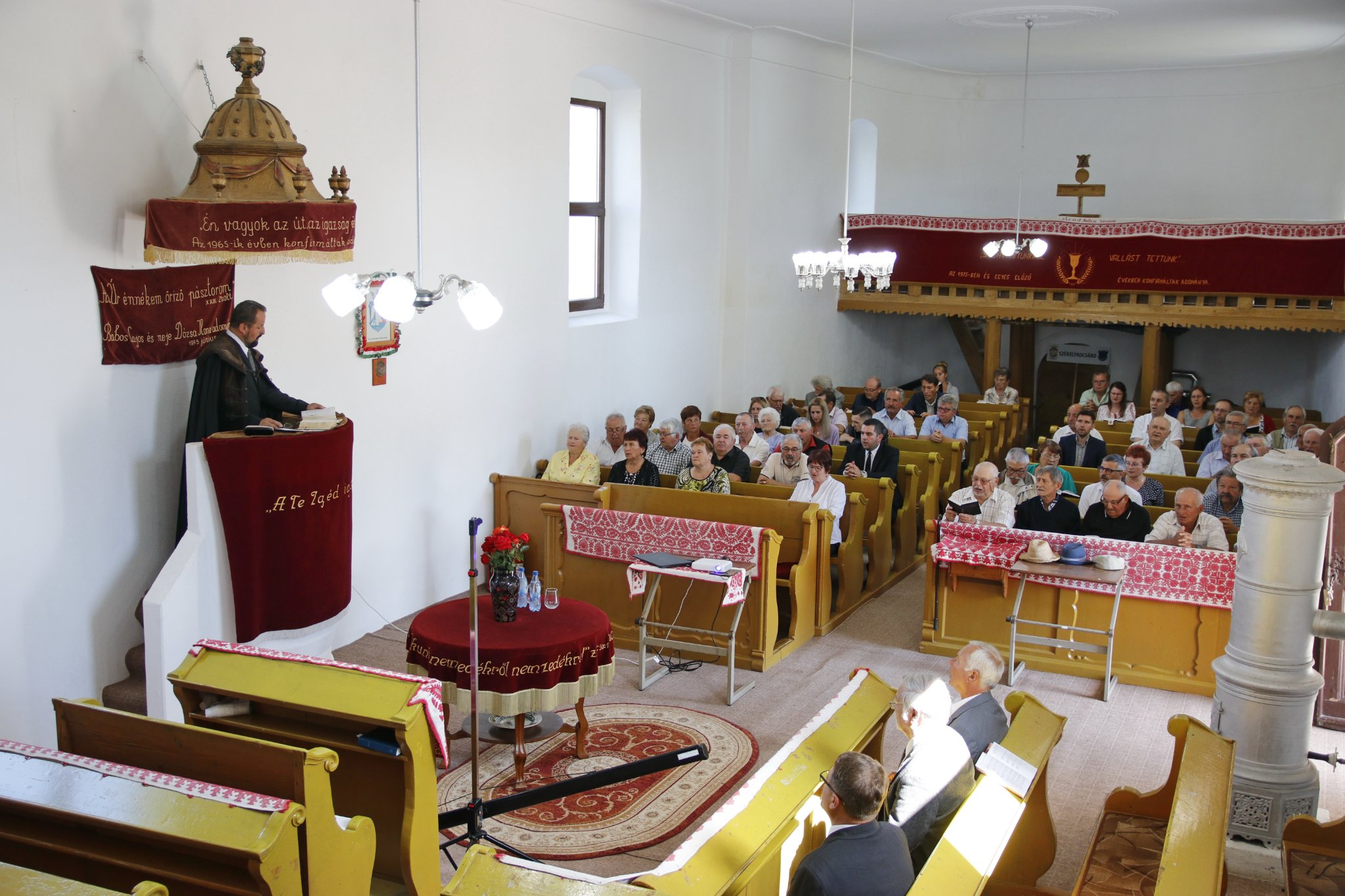
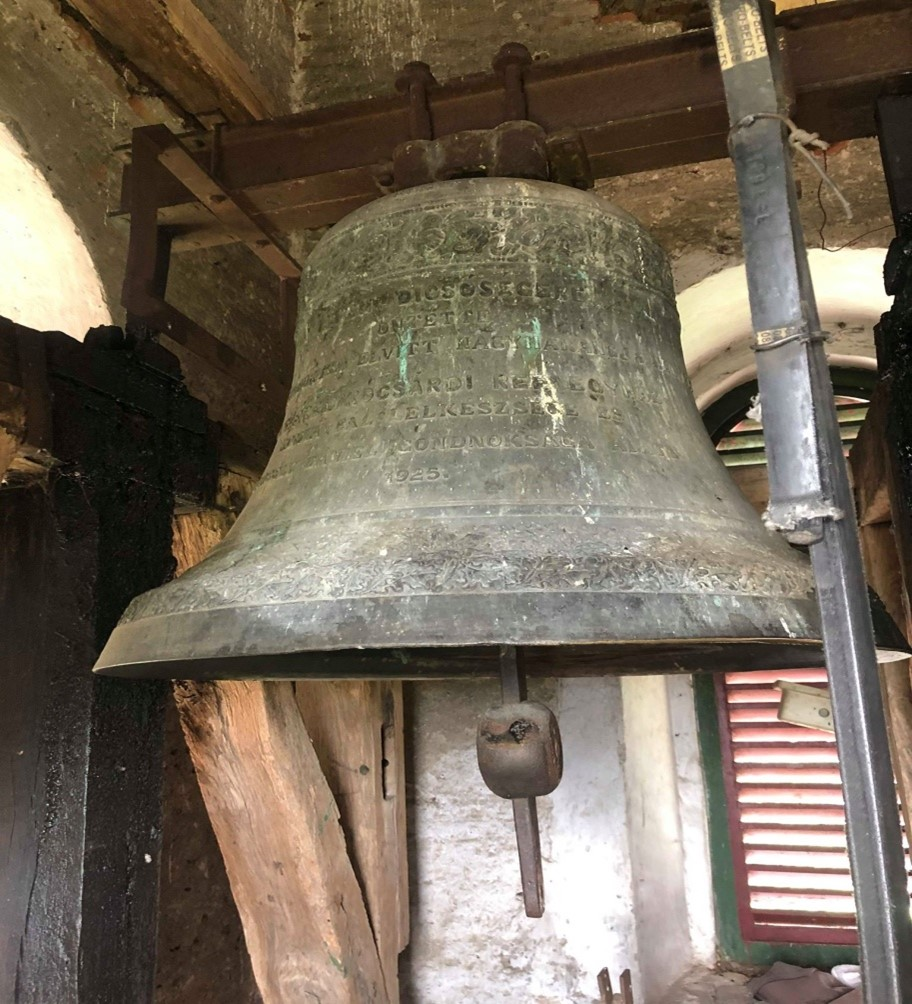
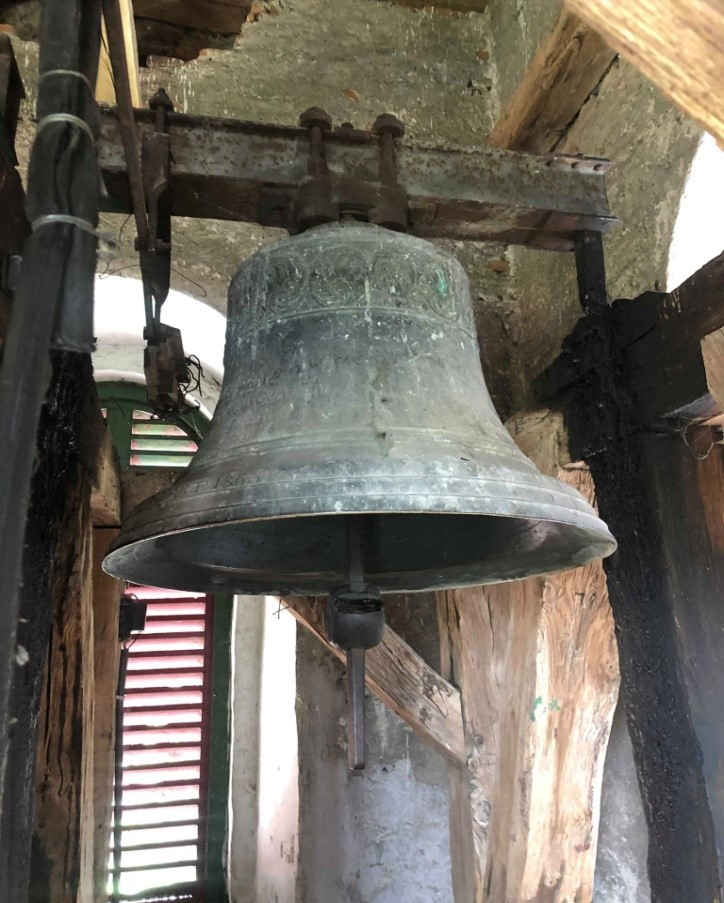